# Krash Japan
Krash Japan（クラッシュジャパン）は、岡山県倉敷市の文化をテーマにしたアート系フリーペーパー。編集・発行人は赤星豊。

## 概要
2005年9月に創刊。倉敷をテーマに国内外のアーティストが作品を制作。各号ともテーマを決めての特集があり、小説家・マンガ家として活躍している小林エリカの読みきりマンガ、倉敷にある古本屋「蟲文庫」店主のエッセイ、ポーランド人アーティストのプシェメク・ソボスキのイラスト、黒住光の映画エッセイ等を連載。発行は年2回、2010年3月刊行の10号で、終刊となった。
記事はすべて日本語と英語で表記され、東京、大阪、岡山・倉敷のほか、ロンドンやニューヨーク、パリ、レイキャビックなど海外でも配布されていた。第8号では「The Photography Issue」と題して、森山大道、長島有里枝、安村崇、ローランド・ハーゲンバーグ、池田理寛の5名の写真家が倉敷を撮りおろしている。